# A Close Call

A Close Call est film américain de comédie réalisé par Mack Sennett et écrit par Grace Henderson et Florence Lee, sorti le 23 mai 1912.

## Synopsis
Un couple de chanteur de rue de ne parvient pas à attirer une foule et décide de changer leur numéro. Se noircissant et chantant des chansons afro américain, l'un d'eux est pris pour un vrai homme de couleur, soupçonné d’un enlèvement. Il est sauvé in extremis par l’enfant qui a été retrouvé et dont la nurse l’avait laissé sans surveillance.

## Fiche technique
- Réalisation : Mack Sennett
- Scénario : Grace Henderson et Florence Lee
- Producteur : Tom Mix
- Dates de sortie :
  - États-Unis : 23 mai 1912

## Distribution
- Fred Mace :  Street Faker
- Dell Henderson :  Street Faker
- Kate Bruce :  Infirmière
- Grace Henderson :  Mère
- Frank Opperman :  Père
- Edward Dillon :  Jasper
- Charles Hill Mailes :  Homme dans la foule
- Frank Evans :  Homme dans la foule
- Sylvia Ashton :  Mère et femme dans la foule
- Kathleen Butler
- William Beaudine : Homme dans la foule
- Alfred Paget
- Linda Arvidson
- D. W. Griffith
- Florence Lee